# 囊萼柿
囊萼柿（学名：Diospyros inflata）为柿科柿属下的一个种。

## 扩展阅读
- 維基物種上的相關：囊萼柿